# Pandinurus trailini
Espèce
Synonymes
- Pandinus trailini Kovařík, 2013

Pandinurus trailini est une espèce de scorpions de la famille des Scorpionidae.

## Distribution
Cette espèce est endémique de la région d'Oromia en Éthiopie. Elle se rencontre vers la zone Arsi.

## Description
Le mâle holotype mesure 107 mm et la femelle paratype 116 mm.
Pandinurus trailini mesure de 98 à 120 mm.

## Systématique et taxinomie
Cette espèce a été décrite sous le protonyme Pandinus trailini par Kovařík en 2013. Elle est placée dans le genre Pandinurus par Kovařík, Lowe, Soleglad et Plíšková en 2017.

## Étymologie
Cette espèce est nommée en l'honneur de Vladimír Trailin.

## Publication originale
- Kovařík, 2013 : « Pandinus (Pandinus) trailini sp. n. from Ethiopia (Scorpiones: Scorpionidae), with data on localities and life strategy. » Euscorpius, no 163, p. 1-14 (texte intégral).